# Örebro (region)

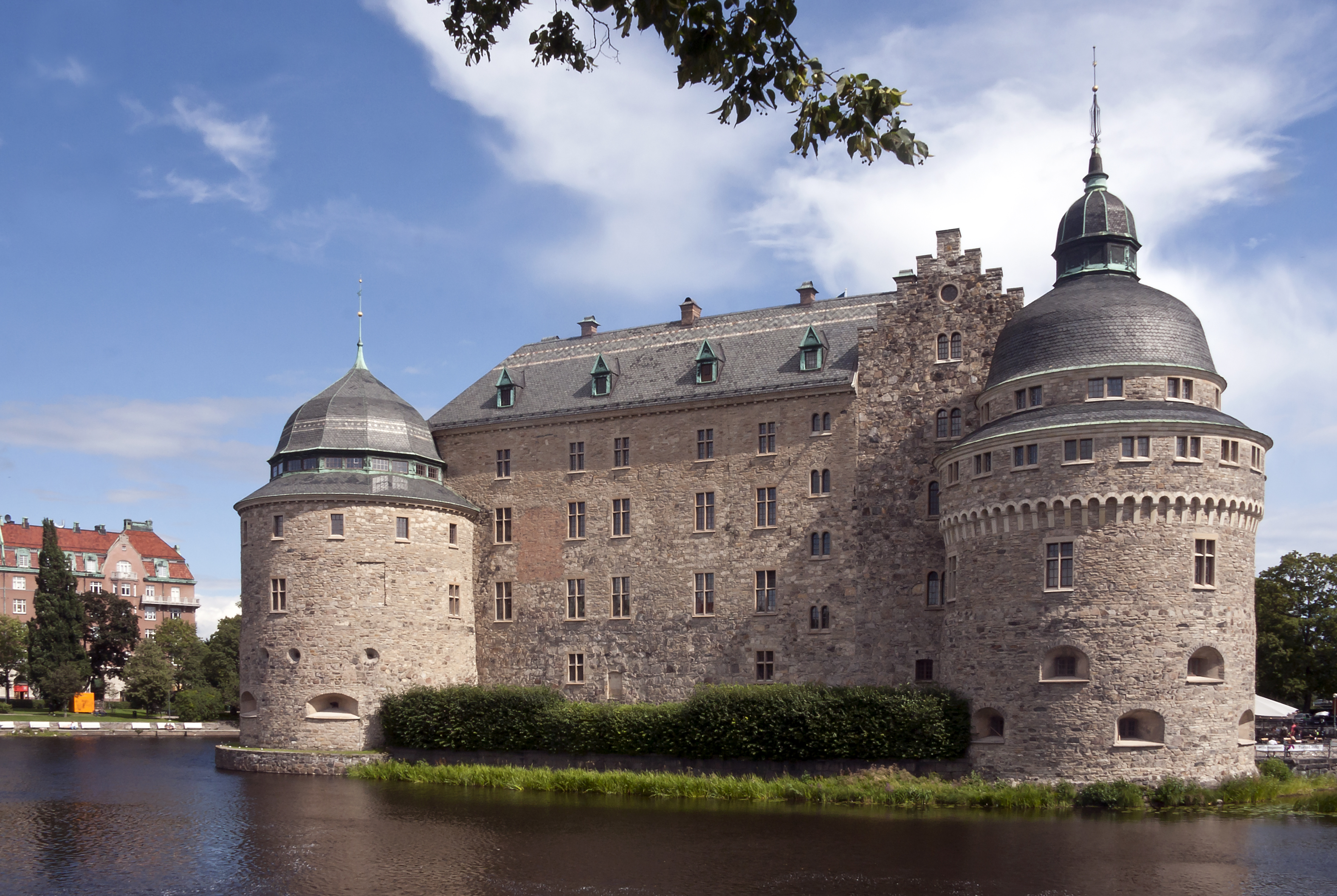
Zamek w Örebro; rezydencja landshövdinga regionu administracyjnego Örebro

Örebro (szw. Örebro län) – jeden ze szwedzkich regionów administracyjnych (län). Siedzibą władz regionu (residensstad) jest Örebro.

## Geografia
Region administracyjny Örebro położony jest w południowej części Svealand w Szwecji środkowej i obejmuje krainę historyczną (landskap) Närke oraz mniejsze fragmenty Värmland, Västergötland, Västmanland i Östergötland.
Graniczy z regionami administracyjnymi Västra Götaland, Värmland, Dalarna, Västmanland, Södermanland i Östergötland.

### Demografia
31 grudnia 2015 r. Örebro län liczył 291 012 mieszkańców (8. pod względem zaludnienia z 21 regionów administracyjnych Szwecji), gęstość zaludnienia wynosiła 34,2 mieszkańców na km².

## Gminy i miejscowości

### Gminy
Region administracyjny Örebro jest podzielony na 12 gmin:
| - Askersund (11 119) - Degerfors (9 531) - Hällefors (6 936) - Hallsberg (15 315) - Karlskoga (30 054) - Kumla (21 016) - Laxå (5 664) - Lekeberg (7 363) - Lindesberg (23 269) - Ljusnarsberg (4 913) - Nora (10 352) - Örebro (142 618) |

Uwagi: W nawiasie liczba mieszkańców; stan na 31 grudnia 2014 r.

### Miejscowości
Lista 10 największych miejscowości (tätort) regionu administracyjnego Örebro (2010):
| #  | Miejscowość | Gmina      | Liczba mieszkańców (2010) |
| -- | ----------- | ---------- | ------------------------- |
| 1  | Örebro      | Örebro     | 107 036                   |
| 2  | Karlskoga   | Karlskoga  | 27 084                    |
| 3  | Kumla       | Kumla      | 14 062                    |
| 4  | Lindesberg  | Lindesberg | 9 149                     |
| 5  | Degerfors   | Degerfors  | 7 160                     |
| 6  | Hallsberg   | Hallsberg  | 7 124                     |
| 7  | Nora        | Nora       | 6 526                     |
| 8  | Hällefors   | Hällefors  | 4 530                     |
| 9  | Askersund   | Askersund  | 3 887                     |
| 10 | Laxå        | Laxå       | 3 064                     |